# Die Nacht ohne Hoffnung
Die Nacht ohne Hoffnung ist ein US-amerikanisches Filmdrama von John Francis Dillon aus dem Jahr 1928.

## Handlung
Als ein Kleinkrimineller von seinem vorgeblichen Vater, einem Gangster, erfährt, dass er in Wirklichkeit der Sohn der Gouverneursehefrau ist, bringt der Gangster seinen „Vater“ um. Für den Mord wird er verhaftet und zum Tode verurteilt. Die Frau des Gouverneurs setzt sich für sein Leben ein und erreicht, dass der Gouverneur ihn am Tag der Hinrichtung begnadigt.

## Hintergrund
Die Nacht ohne Hoffnung kam am 29. Januar 1928 in die Kinos.
Der einstündige Stummfilm ist eine Mischung aus Kriminal- und Gangsterfilm und lebt neben der Ausleuchtung der Szenerie insbesondere von seinem Hauptdarsteller Richard Barthelmess. Dies wurde auch durch die damalige Filmwerbung deutlich, die auf seine Rolle als „Patent Leather Kid“ in Die Welt in Flammen verwies.
Eine Kopie des Films befindet sich im Museum of Modern Art in New York City.

## Auszeichnungen
Barthelmess war für seine Darstellung in diesen beiden Filmen bei der ersten Oscarverleihung 1929 für den Oscar als bester Hauptdarsteller nominiert, unterlag dabei jedoch Emil Jannings, der den Preis für seine Darstellungen in den Filmen Sein letzter Befehl (The Last Command) und Der Weg allen Fleisches (The Way of All Flesh) erhielt.